# كارولين مور
كارولين مور (بالإنجليزية: Caroline Moore )‏ (و. 1994 – م) هي عالمة فلك من الولايات المتحدة الأمريكية .